# Hypsipetes amaurotis
Hypsipetes amaurotis là một loài chim trong họ Pycnonotidae.